# Даниил (Ирбитс)
Игу́мен Дании́л (в миру Андрис Имантович Ирбитс, латыш. Andris Irbits; род. 28 июня 1976, Рига) — священнослужитель Русской православной церкви, игумен; наместник единственного в Берлинской и Германской епархии Георгиевского мужского монастыря (с 2007), поэт, член Российского союза писателей (с 2014), общественный деятель, член Епархиального совета Берлинской епархии, с 2006 по 2016 год являлся постоянным членом Комитета по интеграции при Ведомстве федерального канцлера Германии.
Тезоименитство — 17 (30) декабря (пророк Даниил).

## Биография
Родился 28 июня 1976 года в Риге в семье военнослужащего (отец — латыш, мать из поволжских немцев). В 1978 году был крещён в Троицком соборе Александро-Невской лавры в Санкт-Петербурге.
С 1979 года вместе с семьёй проживал в Кракове, куда перевели служить его отца. С 1981 года, в связи с разводом родителей, его воспитывал отчим — Юрий Петрович Шиндяпин.
3 июня 1992 года настоятелем храма Святой Троицы в Риге архимандритом Кириллом (Бородиным) был пострижен в иночество с именем Василиск в честь мученика Василиска Команского. В июле 1992 года был направлен в Псково-Печерский монастырь для прохождения послушания, но уже в конце августа возвратился в Ригу для дальнейшего обучения в школе. В 1993 году окончил рижскую среднюю школу № 82.
В 1994 году, по ходатайству настоятеля собора игумена Амвросия (Савченко), инок Василиск был благословлен архиепископом Рижским и всея Латвии Александром (Кудряшовым) на право ношения ораря. Проходил послушание старшего алтарника в кафедральном соборе Рождества Христова.
17 июля 1995 года вместе с матерью переехал на постоянное место жительства в Германию и, по приезде в Берлин, нёс послушание алтарника в Воскресенском кафедральном соборе. В январе 1996 года стал личным секретарём архиепископа Берлинского и Германского Феофана (Галинского).
30 марта 1997 года в Воскресенском кафедральном соборе Берлина епископом Феофаном (Галинским) был хиротонисан во иеродиакона, а 14 апреля того же года пострижен в монашество с наречением имени Даниил в честь пророка Даниила. 14 мая 1998 года состоялась его хиротония во иеромонаха.
В 2000 году окончил Киевскую духовную семинарию, а в 2010 году — Киевскую духовную академию.
К празднику Пасхи в 2006 году согласно указу патриарха Московского и всея Руси Алексия II возведен в сан игумена.
С 14 июля 2006 года является постоянным членом Комитета по интеграции при Ведомстве федерального канцлера Германии.
Согласно письму председателя Отдела внешних церковных связей митрополита Смоленского и Калининградского Кирилла от 25 сентября 2007 года, указом архиепископа Берлинского и Германского Феофана назначен и. о. наместника монастыря святого великомученика Георгия Победоносца в Гётшендорфе с оставлением в клире кафедрального собора города Берлина и в должностях секретаря архиепископа Берлинского и Германского и ответственного за связи Берлинской епархии с общественностью и органами власти.
В январе 2009 году был участником Поместного собора Русской православной церкви от монашествующих Германской епархии.
16 марта 2012 года решением Священного синода назначен (утверждён в должности) наместника Георгиевского монастыря в Гётшендорфе.

## Поэтическое творчество

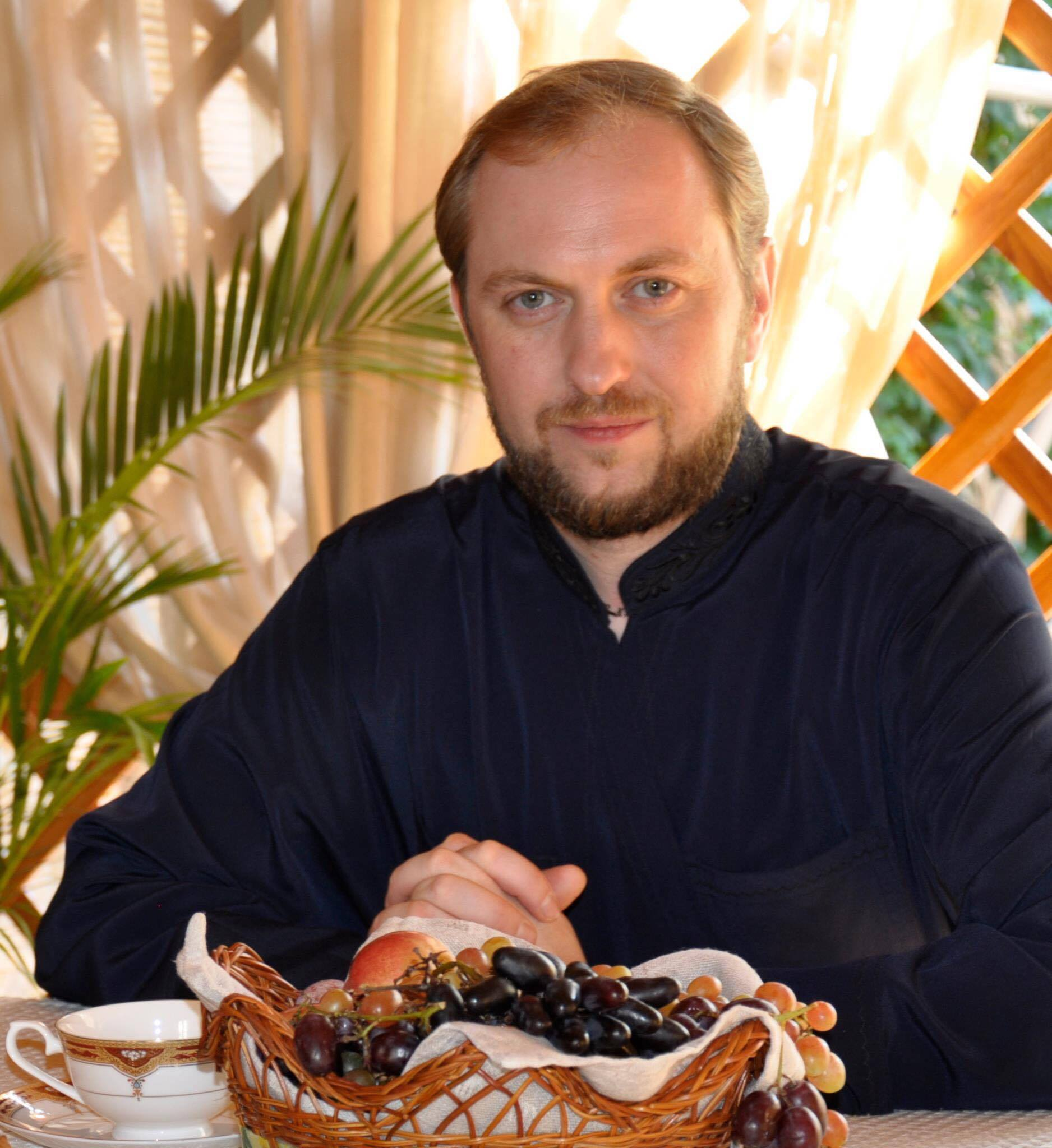

Пишет стихи, прозу. В 2011 году написал текст песни «Моя Надежда» для финалиста национального конкурса песни Евровидение от Украины — EL Кравчука: «в свой день рождения, я написал стих, который назвал „Моя надежда“. А потом позвонил мой приятель, украинский певец Андрей Кравчук: „Я нашел на сайте Стихи.ру твоё новое стихотворение. Можно переделать его в песню и исполнить?“. <…> Я был не против, пожалуйста. Мы связались с Олегом Попковым — это известный композитор, и он любезно согласился написать музыку на мои стихи. Получилась рок-баллада „Моя надежда“».
Номинант Национальной премии Российской Федерации «Поэт года — 2011».
16 сентября 2014 года принят в члены Российского союза писателей (№ 2127).

## Награды
- 2004 — медаль «Рождество Христово» II степени Украинской православной церкви Московского патриархата
- 2009 — Патриаршая грамота (во внимание к усердным трудам во благо Русской православной церкви, к празднику Пасхи).
- 2011 — орден Святого Феодосия Черниговского.